# Prêmio Terzaghi
Prêmio Terzaghi é um prêmio instituído e concedido pela Associação Brasileira de Mecânica dos Solos - (ABMS), em memória do mestre Karl von Terzaghi, destinado a distinguir o(s) autor(es) do melhor trabalho ou do melhor conjunto de trabalhos publicados no Brasil, durante o biênio, coincidente com a eleição da Diretoria daquela associação.

## Histórico
Teve seu regulamento aprovado na reunião do Conselho Diretor de 9 de abril de 1965 e revisado nas reuniões do Conselho Diretor de 29 de agosto de 1996 e de 13 de agosto de 2002.

## Premiação
O Prêmio Terzaghi é concedido a um só trabalho ou autor, a não ser em casos de coautoria. Ele consiste de um diploma e, na medida da disponibilidade, de um valor em dinheiro, sendo conferido em sessão solene, durante a Assembléia Geral de posse de cada nova Diretoria da Associação a cada biênio.
O Prêmio é definido por um júri, composto de três membros eleitos pelo Conselho Diretor da Associação, que não podem ser reeleitos em dois biênios sucessivos. Os nomes dos membros do júri permanecem em sigilo e só são divulgados após o julgamento. Não são aceitas candidaturas, ao júri cabe levantar, por iniciativa própria e de forma secreta, a lista de trabalhos que concorrerá ao prêmio.
A fim de fornecer ao júri subsídios para determinação do prêmio e toda a documentação necessária, existe a "Comissão Permanente de Bibliografia Brasileira de Mecânica dos Solos", composta por três membros eleitos pelo Conselho, que edita, no máximo a cada 2 anos, uma nota bibliográfica sobre os trabalhos publicados no Brasil, na especialidade, a partir da nota anterior. O mandato da Comissão é de dois anos, podendo haver reeleição.

## Agraciados
- 1964-66- Victor F. B. de Mello, Milton Vargas, António José da Costa Nunes
- 1966-68 - Francisco Pacheco Silva
- 1968-70 - Homero Pinto Caputo
- 1970-72 - Não houve premiação
- 1972-74 - Antonio D. F. Nápoles Neto, Evelyna Bloem Souto
- 1974-76 - Carlos de Sousa Pinto, Araken Silveira, Fernando Emmanuel Barata
- 1976-78 - Victor F. B. de Mello, Paulo T. Cruz
- 1978-80 - Milton A. Kanji, Fernando O. Francis, Murilo Dondici Ruiz
- 1980-82 - Faiçal Massad, Jacques de Medina
- 1982-84 - Carlos Diniz da Gama, Guido Guidicini
- 1984-86 - Dirceu de Alencar Velloso, Alberto Henriques Teixeira
- 1986-88 - Pedro Paulo C. Velloso
- 1988-90 - Willy Lacerda
- 1990-92 - Mauro L. G. Werneck
- 1992-94 - Jarbas Milititsky, Nelson Aoki, Sandro S. Sandroni
- 1994-96 - Cláudio M. Wolle
- 1996-98 - Márcio S. S. Almeida
- 1998-2000 - Tácio Mauro P. Campos
- 2000-02 - Fernando Danziger
- 2002-04 - Luciano Décourt
- 2004-06 - Maurício Ehrlich
- 2006-07 - Nilo Cesar Consoli
- 2008-09 - Fernando Schnaid
- 2010-11 - Roberto Quental Coutinho
- 2012-13 - Ennio Marques Palmeira
- 2014-15 - Ian Schumann Martins
- 2016-17 - José Fernando Thomé Jucá